# Justyna Steczkowska
Justyna Maria Steczkowska (née le 2 août 1972 à Rzeszów, Pologne) est une chanteuse de notoriété internationale.
Elle a une tessiture qui s'étend sur quatre octaves. 
Elle représente la Pologne au Concours Eurovision de la chanson 1995, avec la chanson Sama, se classant 18ème sur 23 participants. 
Elle reçoit la médaille de bronze du Mérite culturel polonais Gloria Artis en 2015. 
Elle fait partie du jury de l'émission The Voice of Poland lors des saisons 2, 4 et 5.
Elle représente à nouveau la Pologne au Concours Eurovision de la chanson 2025 avec sa chanson Gaja, se classant 14e sur 26 participants.

## Discographie
- 1996 : Dziewczyna szamana [La Fiancée du chamane]
- 1997 : Naga [Nue] (disque de platine)
- 1999 : Na koniec świata [À la fin du monde]
- 2000 : Dzień i noc [Nuit et jour]
- 2001 : Mów do mnie jeszcze [Parle-moi encore]
- 2002 : Alkimja [Alchimie] (disque d'or)
- 2003 : Złota Kolekcja - Moja intymność [Gold Collection - Mon intimité]
- 2004 : Femme Fatale
- 2007 : Daj mi chwilę [Donne-moi un instant] (disque de platine)
- 2008 : Puchowe kołysanki [Berceuses en duvet] (disque d'or)
- 2009 : To mój czas [C'est mon temps]
- 2011 : Mezalianse [Mésalliances]

## Distinctions
- Prix Fryderyk en 1996
  - en 1996: Album pop de l'année (Dziewczyna Szamana), Chanson de l'année ("Oko za oko, słowo za słowo"), Interprète de l'année,
  - en 2002: Album ethno/folk de l'année